# Viererspitze
La Viererspitze est une montagne culminant à 2 054 mètres d'altitude dans le massif des Karwendel en Autriche.

## Géographie
La Viererspitze se situe dans le chaînon de la Nördliche Karwendelkette.
Elle doit son nom à des stries noires sur la face nord, par ailleurs gris-brun, qui dessinent le chiffre 4 ; le 4 peut être clairement vu de Mittenwald. Il domine le bassin de la vallée de Mittenwald avec sa face nord verticale.
La Viererspitze est un excellent exemple de montagne qui semble très distincte et discontinue dans la vallée, mais présente une faible isolation topographique (quelques centaines de mètres) et une proéminence très faible (de l'ordre de dix mètres), du fait qu'elle se trouve sur une crête étroite avec des pics voisins plus élevés comme le Kreuzwand (2 132 m d'altitude) et le Nördliche Karwendelkopf (2 358 m d'altitude).

## Ascension
La voie normale vers la Viererspitze part du Dammkarhütte (1 667 m d'altitude), passe par le Vorderer Dammkar et continue jusqu'à la Viererscharte entre le Nördliche Karwendelkopf et le Kreuzwand, puis légèrement en descente sur un sentier bien visible menant à la selle entre le Nördliche Karwendelkopf et le sommet rocheux de la Viererspitze, qui est alors d'une cotation 2.